# FC Hermannstadt
FC Hermannstadt is een Roemeense voetbalclub uit Sibiu.
De club werd in 2015 opgericht en de naam verwijst naar de Duitstalige naam van de stad Sibiu. De club won in haar eerste seizoen direct haar poule in de Liga IV en in 2017 promoveerde FC Hermannstadt via de play-offs ten koste van CS Gilortul Târgu Cărbunești vanuit de Liga III naar de Liga 2. In het seizoen 2017/18 bereikte de club de finale om de Cupa României nadat in de kwartfinale gewonnen werd van FCSB en in de halve finale van CS Gaz Metan Mediaș. De finale werd verloren van  Universitatea Craiova. FC Hermannstadt promoveerde na een tweede plaats voor het eerst naar de Liga 1.
De club eindigde in de reguliere competitie op een tiende plaats met veertien punten voorsprong op de laatste plaats. In de play-off 2 werden de punten gehalveerd en liep het helemaal mis voor de club die door slechte prestaties de voorsprong zag slinken en naar een twaalfde plaats zakte. De club moest een barrage voor het behoud spelen tegen tweedeklasser Universitatea Cluj en kon deze winnen waardoor het verblijf in de hoogste divisie verlengd werd.
In 2021 eindigde de club voorlaatste in de reguliere competitie. De club kon dit in de play-out-ronde verbeteren naar een veertiende plaats op zestien clubs, echter waren ze dan nog niet gered. De club moest nog een barrage spelen voor het behoud tegen tweedeklasser CS Mioveni en verloor deze waardoor ze na drie jaar uit de hoogste klasse degradeerden.

## Eindklasseringen
| 1 |

| 1 |

| 2 |

| 12 |

| 8 |

| 14 |

| 2 |

| 11 |

| 9 |

| 7 |

| Liga 1 | Liga 2 | Liga III | Liga IV |

UT Arad ·
Dinamo Boekarest · 
Rapid Boekarest ·
FCSB · 
Botoșani · 
Gloria Buzău ·
CFR Cluj · 
U Cluj ·
Farul Constanța · 
CS Universitatea Craiova · 
Oțelul Galați ·
FC Hermannstadt · 
Politehnica Iași · 
Petrolul Ploiești ·
Sepsi Sfântu Gheorghe · 
Unirea Slobozia